# مركز اللغات الحديث
مركز اللغات الحديث، والذي يُختصر غالبًا باسم MLC (بالإنجليزية: Modern Language Center)‏، هي مؤسسة تعليمية ثقافية أردنية خاصة مختصّة بالفرص الثقافية والتعليمية الدولية. يقع المركز في منطقة جبل اللويبدة في شارع مرتضى الزبيدي في العاصمة الأردنية عمّان، ويقدم المركز دورات في لغات أجنبية مختلفة، مع التركيز بشكل خاص على برامج اللغة الإنجليزية.
يعد مركز اللغات الحديث مركزاً مهماً للتعليم اللغوي والإثراء الثقافي في قلب مدينة عمان. تأسس عام 1970 على يد يوسف عوض، يعد المركز بمثابة حجر الزاوية في تعزيز اللغات العربية والأجنبية في المنطقة، مع الالتزام بالتميز والابتكار، تطور المركز ليصبح مؤسسة تقدم مجموعة متنوعة من دورات اللغة والبرامج التعليمية.
وباعتباره مؤسسة تعليمية خاصة مرخصة من قبل وزارة التربية والتعليم الأردنية، كان للمركز دور فعال في تزويد الأفراد من جميع مناحي الحياة بالمهارات اللغوية الأساسية، من الطلاب إلى المهنيين والموظفين. إلى جانب دوره في تعليم اللغة، لعب المركز دورًا محوريًا في تشكيل المشهد التعليمي في الأردن. تقديرًا لإسهامات المركز في مجال تعليم اللغات، كُرِّمت المؤسسة بوسام التربية من قبل الملك الحسين بن طلال في عام 1992، وهو دليل على تراثها الدائم.

## الموقع الجغرافي

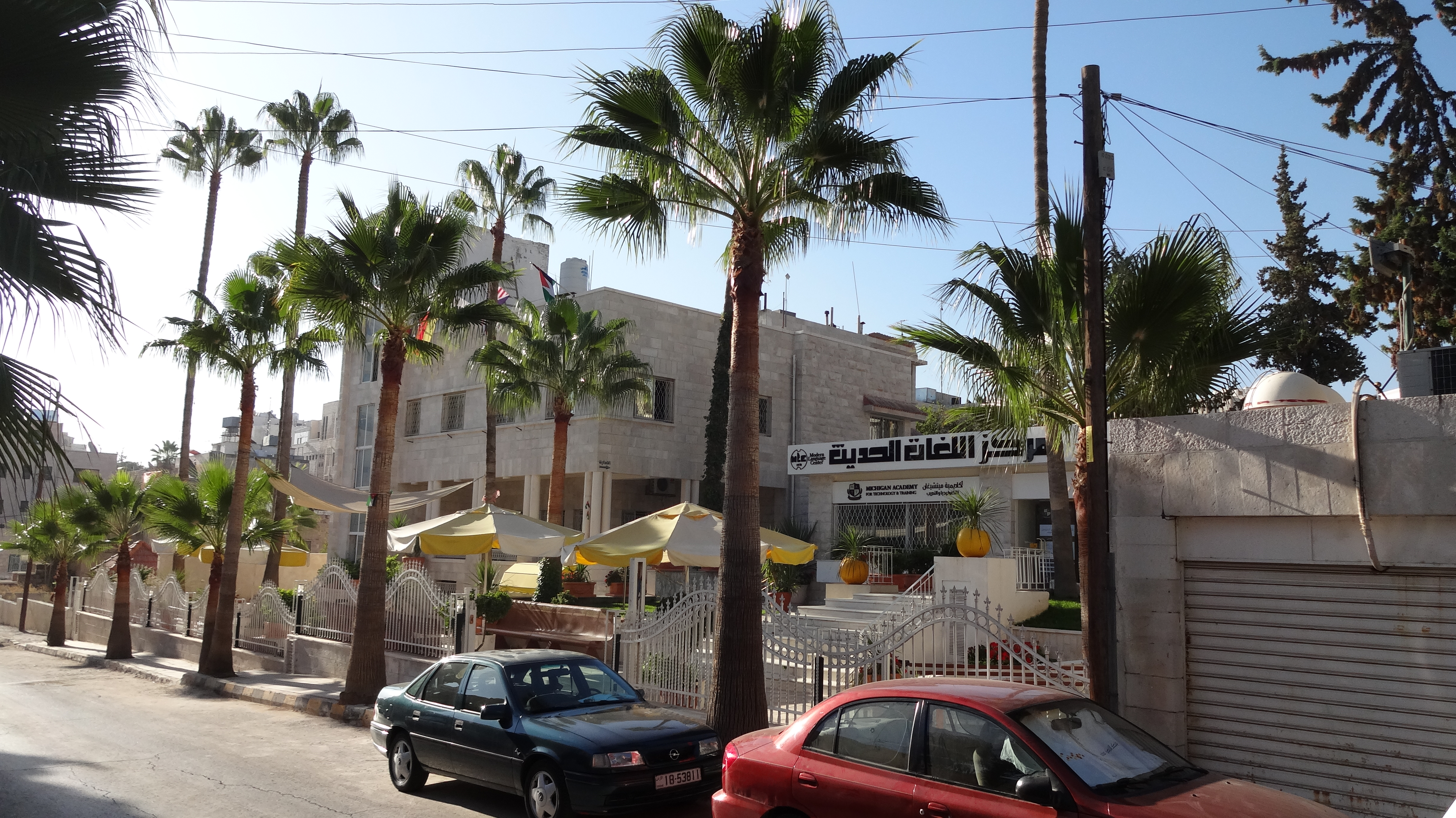
صورة للمركز في 23 سبتمبر 2014.

يعد مركز اللغات الحديث الذي يقع في الجزء الشمالي في منطقة جبل اللويبدة بمثابة جسر بين شرق عمّان وغربها، يعد موقع المركز والمناطق المحيطة به والمرافق القريبة منه مفيدة للطلاب؛ حيث يوفر موقعه الاستراتيجي العديد من المزايا، منها قربه من منطقة بوليفارد العبدلي الصاخبة، المشهورة بمراكز التسوق والمؤسسات المتنوعة. بالإضافة إلى ذلك، تتوفر في المنطقة المجاورة العديد من المرافق الخدمية مثل البنوك والمطاعم التي تقدم المأكولات الغربية والشرقية وغيرها. بجوار الجانب الشرقي من المركز تقع منطقة عمان القديمة التاريخية (وسط البلد)، المليئة بالمواقع الأثرية مثل جبل القلعة والمدرج الروماني، والتي تجذب السياح من جميع أنحاء العالم. يضمن الموقع المركزي أيضاً سهولة الوصول إلى وسائل النقل العام، وبأسعار معقولة تصل إلى جميع أنحاء عمّان، والجدير بالذكر أن المركز يقع بالقرب من قصر العدل، ويجاور مسجد الملك عبد الله الأول وكنيسة القديس مار جرجس.

## التاريخ
رُخِّص مركز اللغات الحديث من قبل وزارة التربية والتعليم الأردنية عام 1970، وتأسس على يد يوسف عوض، وهو أستاذ وتربوي مواليد عام 1936 في القدس، كان قد حصل على درجتي البكالوريوس والماجستير في الاقتصاد وإدارة الأعمال في الولايات المتحدة، وإدراكًا منه للحاجة إلى مركز ثقافي لتعزيز اللغتين العربية والأجنبية عند عودته إلى الأردن، شرع في إنشاء مركز لتلبية الاحتياجات اللغوية للأمة ورفع أهمية اللغات في البلاد.

## المهمة والمساهمات

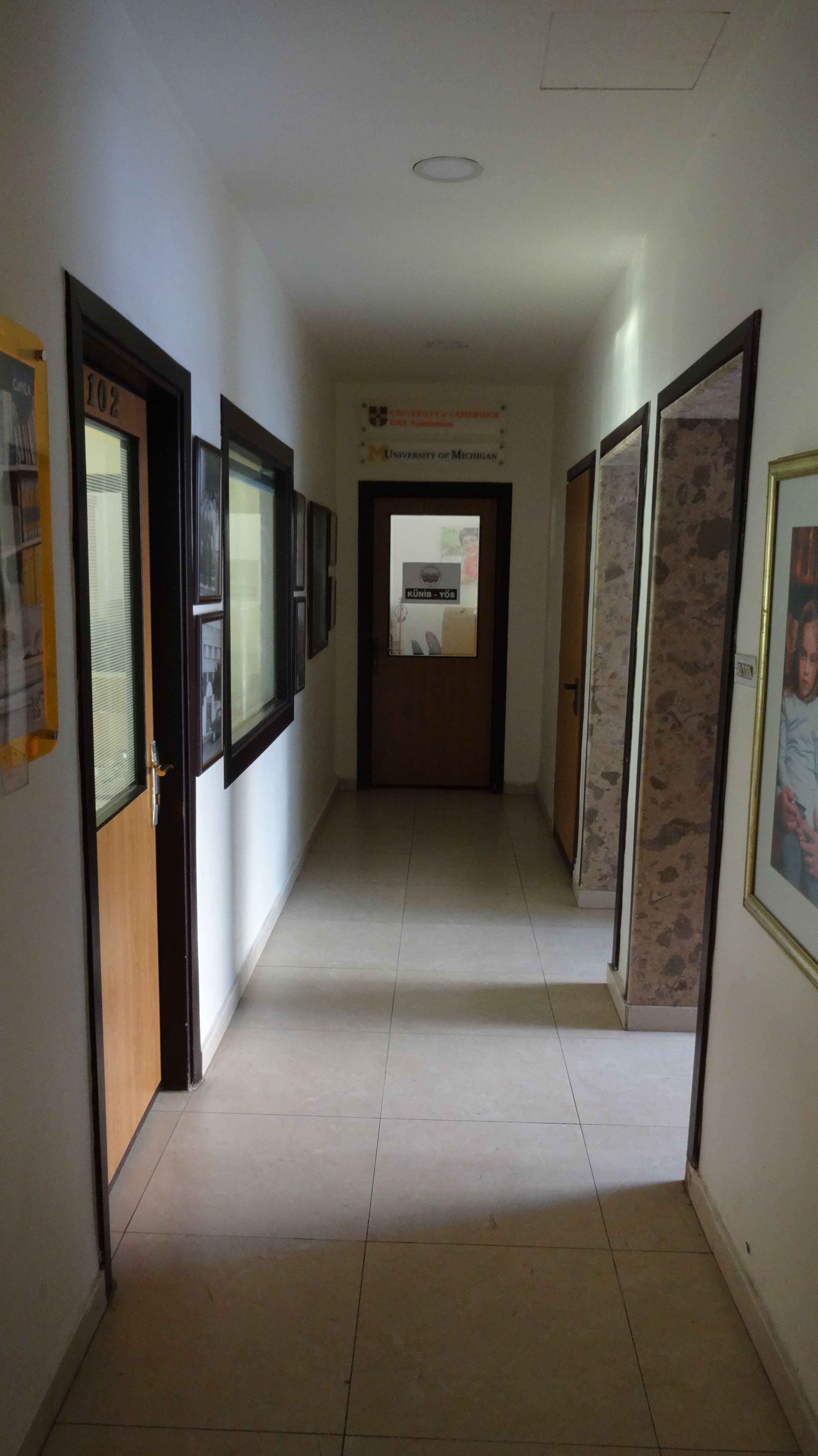
صورة للمركز من الداخل.

يقوم المركز بتزويد الأشخاص من خلفيات مختلفة – سواء كانوا طلابًا أو ربات بيوت أو موظفين حكوميين – بالمهارات اللغوية اللازمة، كما يُمكِّن الطلاب والمهنيين لتحقيق إمكاناتهم الكاملة، ويساهم بشكل إيجابي في جهود بناء السوق العربية. وفي خضم ظهور الأردن كمركز تعليمي، التزم المركز بريادة الأساليب التعليمية الجديدة، ويقدم دورات باللغة الإنجليزية والألمانية والروسية والتركية والكورية واليابانية والبوسنوية واللغة العربية لغير الناطقين بها.
يعمل المركز على تعزيز التجربة التعليمية للطلاب؛ إذ حصل المركز على ترخيص دائم من وزارة التربية والتعليم في الأردن. يلتزم المركز بالمرونة في المواعيد، وبمدرسين ذوي خبرة يجيدون تدريس اللغات، كما يقدم شهادات إتقان اللغة المعترف بها عالميًا، مثل اختبار الإنجليزية كلغة أجنبية (التوفل) والأيلتس للغة الإنجليزية، وÖSD للغة الألمانية، وفحص الطلاب الأجانب يوس وTDS للغة التركية، واختبار الكفاءة في اللغة اليابانية. كما قام المركز بتعاون مشترك مع عدة جامعات في البلد.
وتقديراً لإسهامات المؤسسة في المشهد الديناميكي لتعليم اللغات، كُرِّم المركز بميدالية التربية من قبل الملك الحسين بن طلال في عام 1992.

### الترويج الثقافي والسياحة
يلعب المركز دوراً هاماً في تعزيز السياحة الأردنية من خلال توفير الخبرات الثقافية وضمان بيئة آمنة للطلاب الأجانب الذين يدرسون اللغة العربية في الأردن. يوفر المركز سكن مخصص للطلاب الأجانب الذين يدرسون اللغة العربية في الأردن، ويساهم في خلق إرث من الإنجاز والثقة في مجال تعليم اللغة.

### مكتب الدراسة في الخارج
ومن المبادرات البارزة للمركز إنشاء مكتب MLB للدراسة في الخارج، يمثل مكتب الخدمات MLB إضافة حديثة إلى المشهد الاستشاري التعليمي في الأردن، كان قد رُخِّص المكتب من قبل وزارة التعليم العالي والبحث العلمي في عام 2016. يهدف المكتب إلى تسهيل التبادل الأكاديمي بين الطلاب الأردنيين والأجانب، ويتميز  باتصاله المباشر مع الجامعات والكليات ومعاهد اللغات المعترف بها دولياً، والتي أقرتها وزارة التعليم العالي والبحث العلمي. هذا المكتب، فرع من مركز اللغات الحديث، وهو متخصص في تدريس اللغات الأجنبية المختلفة وإعداد الطلاب للامتحانات الدولية منذ عام 1970. الآن، يوسع مكتب MLB خدماته لدعم الأفراد الذين يتابعون الدراسات الجامعية أو الدراسات العليا في مجالات أكاديمية متنوعة، وكذلك أولئك الذين يسعون الالتحاق بالمعاهد اللغوية المتخصصة بالخارج. 